# He's Misstra Know-It-All
He's Misstra Know-It-All è un singolo del cantautore statunitense Stevie Wonder, pubblicato nel 1974 ed estratto dall'album Innervisions.
Pubblicato per l'etichetta Tamla (Motown), ha raggiunto il numero 10 nella UK Singles Chart nel maggio 1974. La canzone ha la forma di una ballata dolce con un ritmo costante, una performance pressoché solista con Wonder che fornisce voce, cori, pianoforte, batteria, battiti di mani e congas. I suoni eterei simili a un flauto sono forniti dal suo sintetizzatore modulare TONTO. Willie Weeks, al basso elettrico, è l'unico altro musicista. Verso la fine della canzone l'atmosfera cambia in una sensazione più forte, un canto più stridente e con i battiti delle mani che enfatizzano il ritmo, il mezzo tempo e il quarto di tempo.
La canzone è essenzialmente una lunga descrizione di un imbroglione, un "uomo con un piano", che ha una risposta brillante per tutti i suoi critici e che ha "un dollaro contraffatto in mano". È un riferimento all'allora presidente degli Stati Uniti Richard Nixon.

## Tracce
- 7"

1. He's Misstra Know-It-All (Stevie Wonder)
2. You Can't Judge a Book by Its Cover (Stevie Wonder, Henry Cosby, Sylvia Moy)